# 艾森河

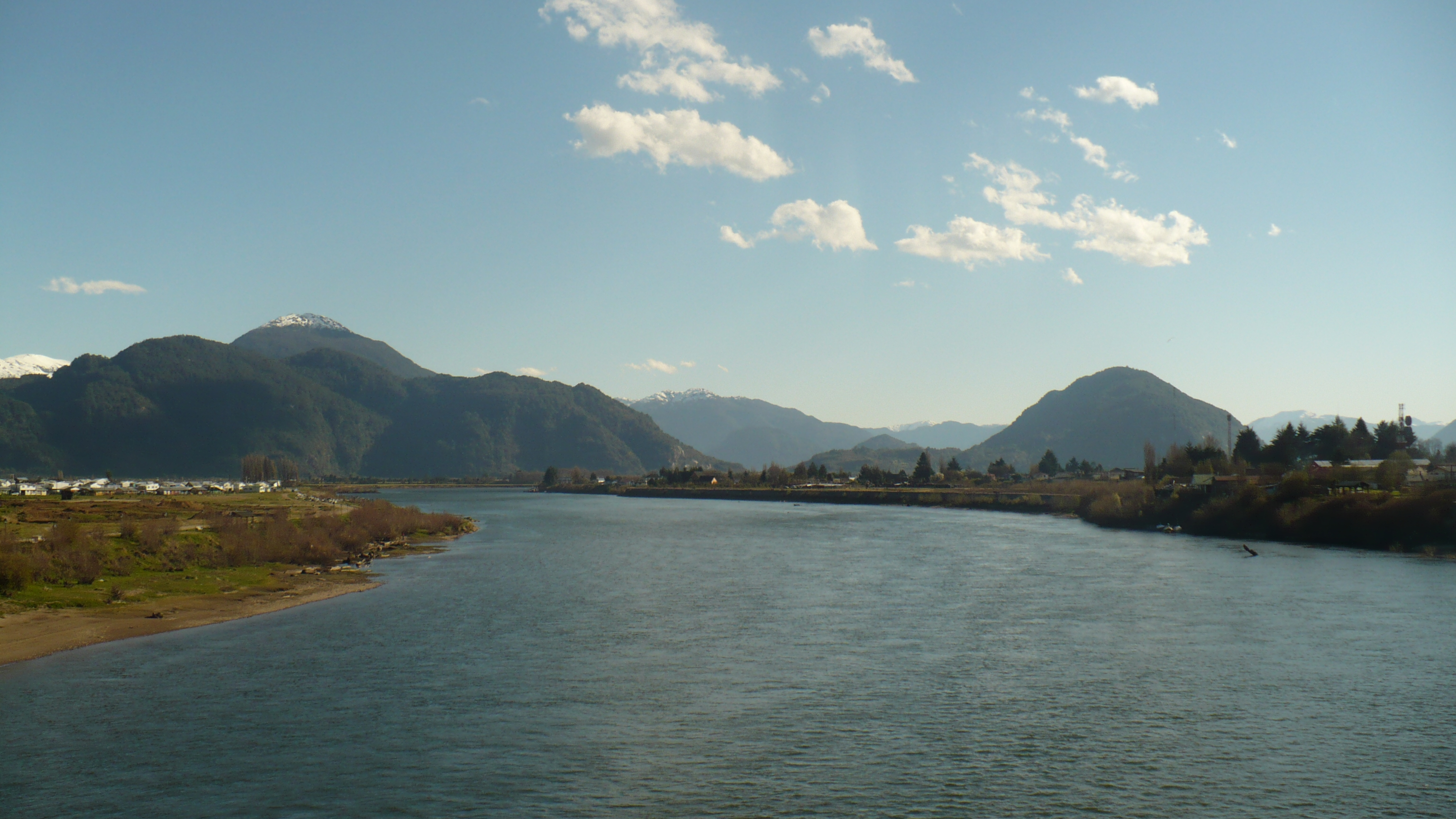
艾森河

艾森河（西班牙語：Río Aysén）是智利的河流，由伊瓦涅斯將軍艾森大區負責管轄，河道全長171公里，集水區面積11,674平方公里，最終注入太平洋，平均流量每秒628立方米，河口處有艾森港。

## 外部連結
- Cuenca del rio Aisén

45°24′30″S 72°48′00″W / 45.40833°S 72.80000°W